# Greatest Video Hits 1
Greatest Video Hits 1, pubblicato nel 2002, è un doppio DVD che raccoglie tutti i videoclip dei Queen realizzati tra il 1973 e il 1980, e si può considerare una riedizione della VHS Greatest Flix, pubblicata nel 1981.

## Il video
Vi sono contenuti i video di tutte le canzoni raccolte nel Greatest Hits (1981) oltre ad altri successi scritti tra il 1971 e il 1980. La raccolta contiene inoltre alcuni extra come foto esclusive e biografie degli artisti. Dalla trasgressione di Fat Bottomed Girls e Bicycle Race, alla produzione disco di Another One Bites the Dust, passando per i grandi successi di Bohemian Rhapsody e We Will Rock You il DVD ripercorre tramite i videoclip le fasi più importanti del primo periodo (anni settanta) della carriera del noto gruppo britannico.

## Tracce

### Edizione DVD, 2002
DVD 1
1. Bohemian Rhapsody
2. Another One Bites the Dust
3. Killer Queen
4. Fat Bottomed Girls
5. Bicycle Race
6. You're My Best Friend
7. Don't Stop Me Now
8. Save Me
9. Crazy Little Thing Called Love
10. Somebody to Love
11. Spread Your Wings
12. Play the Game
13. Flash
14. Tie Your Mother Down
15. We Will Rock You
16. We Are the Champions

Audio:
- PCM Stereo
- DTS 5.1

DVD 2
1. Now I'm Here (Live at The Rainbow)
2. Good Old-Fashioned Lover Boy
3. Keep Yourself Alive
4. Liar
5. Love of My Life (live version '79, tratta da Live Killers)
6. We Will Rock You (Fast live version '77)

### Edizione VHS, 1981
1. Killer Queen ("video collage")
2. Bohemian Rhapsody
3. You're My Best Friend
4. Somebody to Love
5. Tie Your Mother Down
6. We Are the Champions
7. We Will Rock You
8. We Will Rock You (Fast live version '77)
9. Spread Your Wings
10. Bicycle Race
11. Fat Bottomed Girls
12. Don't Stop Me Now
13. Love of My Life (live version '79, tratta da Live Killers)
14. Crazy Little Thing Called Love
15. Save Me
16. Play the Game
17. Another One Bites the Dust
18. Flash

## Curiosità
- Nella VHS del 1981 non venne presentato il video ufficiale di Killer Queen, bensì un "collage" di immagini e informazioni su ciascun membro della band (come introduzione) con il sottofondo audio del brano. Il video originale, ovvero l'esibizione a Top of the Pops del 1974, è invece presente nella riedizione in DVD.